# Lilyopsis medusa
Lilyopsis medusa is een hydroïdpoliep uit de familie Prayidae. De poliep komt uit het geslacht Lilyopsis. Lilyopsis medusa werd in 1870 voor het eerst wetenschappelijk beschreven door Metschnikoff. 